# Louis Jolliet

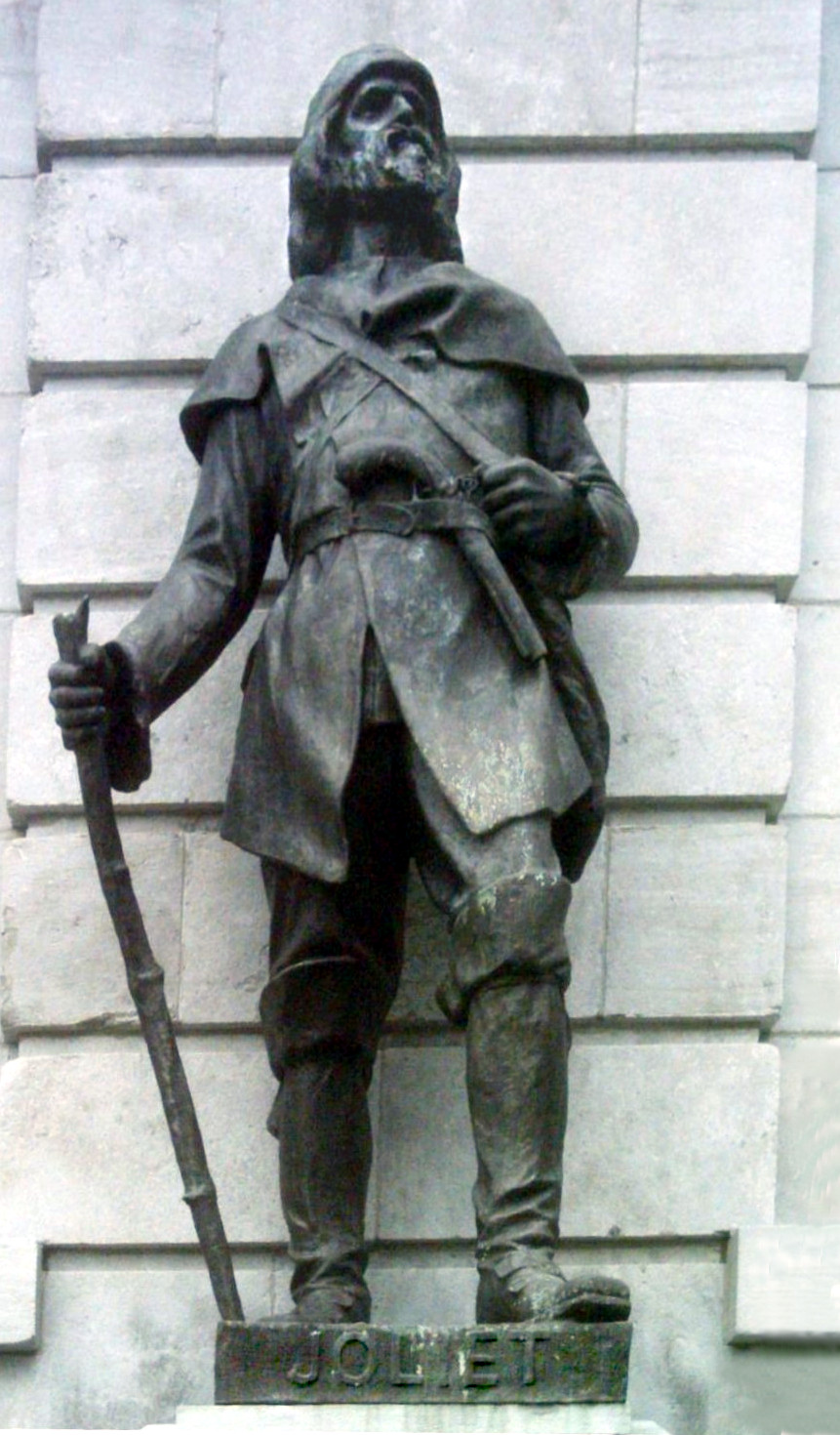
Louis Jolliet, rzeźba przed gmachem parlamentu w Quebecu

Louis Jolliet lub Joliet (ur. 21 września 1645, zm. w maju 1700) – francuski podróżnik i odkrywca, znany ze swych wypraw badawczych w Ameryce Północnej. Jolliet i jezuita o. Jacques Marquette byli pierwszymi Europejczykami, którzy w roku 1673 przemierzyli i skartowali rzekę Missisipi.

## Młodość
Jolliet urodził się we wrześniu 1645 roku w regionalnej gminie francuskiej La Côte-de-Beaupré pod Quebekiem. Rodzicami byli Marie d'Abancoutr i Jean Jolliet. Ojciec zmarł gdy chłopiec miał siedem lat, ale matka wyszła powtórnie za mąż, za dobrze prosperującego kupca. Ojczym był właścicielem działki na Île d’Orléans, wyspie leżącej w nurcie rzeki Św. Wawrzyńca w prowincji Quebecu, która w owym czasie należała do „Pierwszych Narodów”. Jolliet spędzał na wyspie wiele czasu, jest więc prawdopodobne, że już wtedy zaczął władać językami tubylców. W latach jego dzieciństwa Quebec był francuskim centrum handlu futrami, więc Indianie byli tam niemal zawsze obecni, co pozwoliło młodemu Jollietowi poznać ich zwyczaje i styl życia.
W roku 1662 rozpoczął naukę w seminarium jezuickim w Quebecu i nawet otrzymał tzw. niższe święcenia, ale plan zostania księdzem porzucił w 1667 i udał się w podróż do Francji, a po powrocie zajął się handlem futrami. Mówił po angielsku i hiszpańsku. Uczył się też gry na harfie i organach.

## Odkrycie górnego biegu Missisipi

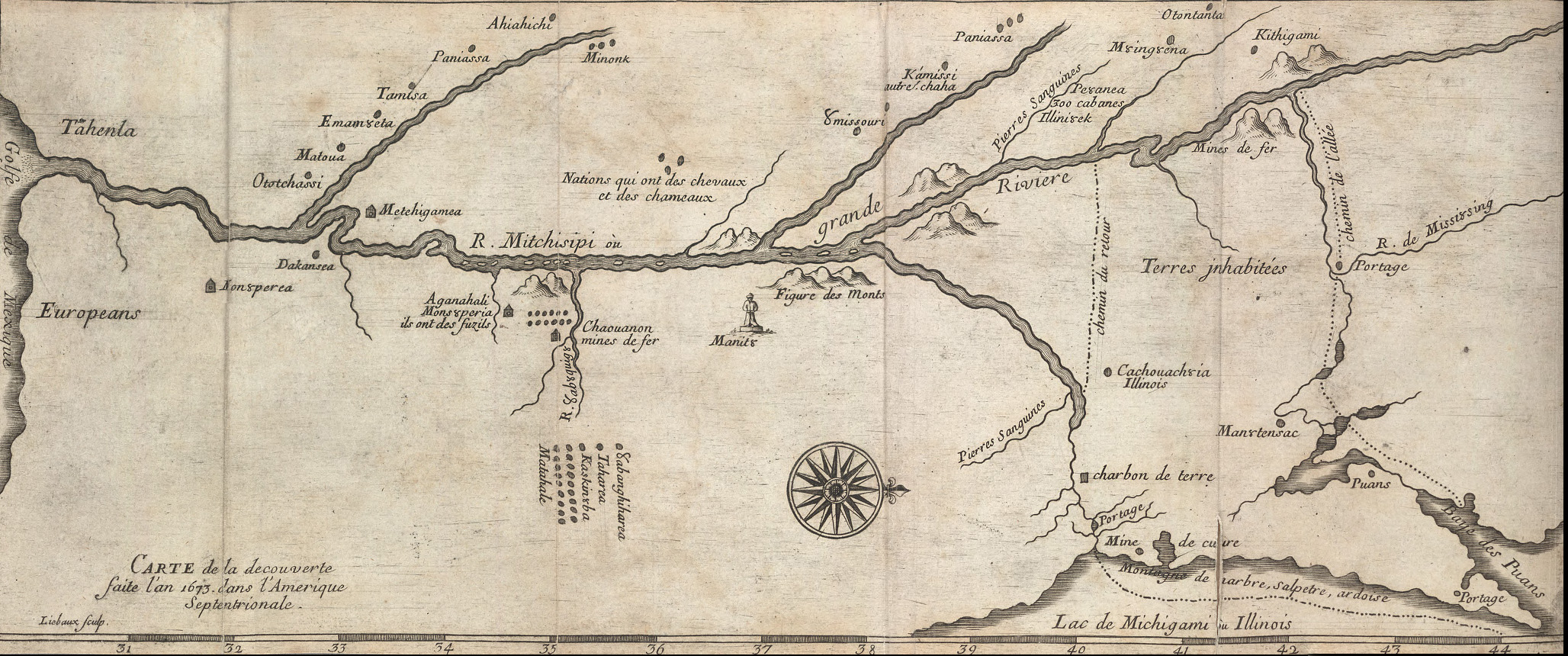
Trasa wyprawy Marquette'a i Jollieta w 1673 roku

Pierwszym podróżnikiem, który dotarł do brzegów Missisipi u jej ujścia w roku 1541, był konkwistador hiszpański Hernando de Soto, ale tymi, którzy zbadali górny bieg rzeki i spenetrowali większą jej część, byli Jolliet i Marquette ponad 130 lat później. De Soto nadał wielkiej rzece nazwę Rio del Espiritu Santo, ale zamieszkujące jej brzegi plemiona nazywały ją różnymi odmianami dzisiejszego brzmienia „Missisipi”. Europejczycy wyjaśniali, że znaczy to „ojciec rzek” (Meact Chassipi), lecz bardziej prawdopodobnym znaczeniem jest (Misha sipokni!, czyli odwieczna rzeka) w języku Czoktawów.
Istnieje legenda Czoktawów zamieszkujących dolny bieg Missisipi, nim jeszcze plemię zostało wyeksmitowane do Oklahomy, mówiąca, że oni i ich pobratymcy – Czikasawowie – przybyli w to miejsce dawno temu z zachodu. Kiedy ich przywódcy, mędrcy i prorocy obu plemion, doszli na czele swych ludzi nad brzeg wielkiej rzeki, popatrzyli na szerokie wody i oznajmili: Misha sipokni!. Słowo misha w języku Czoktawów znaczy „poza”, „daleko poza”, a sipokni oznacza „wiek”, co razem odnosi się do czegoś starożytnego. Tak więc słowa proroków znaczyły, „Oto rzeka, która jest poza wszystkimi czasami” albo „Przybyliśmy nad najstarszą z rzek”. W najwcześniejszych zapiskach francuskich nazwa rzeki to Malabouchi, jako nadana przez Indian znad Zatoki Meksykańskiej. Du Pratz, jeden z pierwszych pisarzy francuskich w tym kraju, próbował wytłumaczyć indiańską nazwę, Mechasipi, jako zlepek dwóch słów, Meact i Chassipi, co miało znaczyć „starożytny ojciec wód”
18 maja 1673 roku Jolliet i Marquette wyruszyli z St. Ignace na dwóch canoe wraz z pięcioma towarzyszami francusko-indiańskiego pochodzenia (Metysami). Popłynęli przez jezioro Michigan i w głąb Green Bay. Następnie powiosłowali na południe, w górę Fox River, do miejsca zwanego Portage (Wisconsin). Tam przenieśli swe canoe i ładunek przez trzykilometrowy zabagniony leśny odcinek lądowy do rzeki Wisconsin. Tam też – w miejscu najkrótszej dogodnej przenoski pomiędzy wodami Wielkich Jezior, a dorzeczem Missisipi – zbudowali swą pierwszą faktorię handlową. 17 czerwca wioślarze dotarli do ujścia Wisconsin do Missisipi w okolicach dzisiejszego miasta Prairie du Chien.
Ekspedycja Jolliet-Marquette posuwała się na południe w kierunku Zatoki Meksykańskiej, ale zawróciła na północ u ujścia rzeki Arkansas, bowiem przywódcy napotkali tam Indian posiadających przedmioty europejskiego pochodzenia i obawiali się nieprzyjaznego zetknięcia z eksploratorami bądź osadnikami z Hiszpanii. Teraz, płynąc w górę Missisipi podróżnicy dotarli do ujścia rzeki Illinois, gdzie dowiedzieli się od przyjaźnie nastawionych Indian, że tędy łatwiej i szybciej dopłyną z powrotem do Wielkich Jezior. Wiosłując pod prąd Illinois znaleźli – w miejscu gdzie dzisiaj znajduje się miasto Joliet – jej dopływ, rzekę Des Plaines, a kierując się pod jej prąd i następnie przenosząc swe canoe w miejscu, gdzie dziś znajduje się Portage Park, osiągnęli krótką rzekę Chicago, a z jej biegiem dotarli do Jeziora Michigan w centrum dzisiejszego Chicago. Ojciec Marquette zatrzymał się w misji Saint Francis Xavier nad Green Bay, a Jolliet wrócił do Quebecu, gdzie złożył relację z podróży. W styczniu 1674 roku, kiedy badał wodospady Lachine powyżej Montrealu, jego canoe uległo wywrotce i wszystkie zapiski z podróży zginęły. Odtworzył je potem z pamięci i w takiej formie dostarczył władzom francuskim.
Jolliet i Marquette powrócili w roku 1674 do Krainy Illinois. Byli pierwszymi Europejczykami, którzy zimowali w miejscu dzisiejszej metropolii chicagowskiej jako goście plemion Konfederacji Illinois.

## Dalsze lata
Jolliet ożenił się z urodzoną w Kanadzie Claire-Francoise Biscuit. W roku 1680 władze Nowej Francji oddały mu w zarząd wyspę Anticosti, gdzie zbudował fort i obsadził go wojskiem. W 1693 roku został mianowany Hydrografem Królewskim, a 30 kwietnia 1697 nadano mu ziemie na południowy zachód od Quebecu. 
W roku 1694 pożeglował z estuarium rzeki Św. Wawrzyńca na północ wzdłuż wybrzeży Labradoru, docierając do Zoaru, co zajęło mu pięć i pół miesiąca. Opisał ze szczegółami wygląd mijanych ziem, informacje nawigacyjne, Inuitów i ich zwyczaje. Jego dziennik z tej podróży (Journal de Louis Jolliet allant à la descouverte de Labrador, 1694) jest pierwszym dokładnym opisem Labradoru od Belle Isle do Zoaru.
W maju 1700 roku Louis Jolliet opuścił wyspę Anticosti i ślad po nim zaginął. Jego ciała nigdy nie odnaleziono, a data i miejsce śmierci pozostają nieznane. Mszę żałobną za jego duszę odprawiono 15 września.